# Залозецький краєзнавчий музей
Залозецький краєзнавчий музей — культурно-освітня установа, розташована в селищі Залізцях Залозецької громади Тернопільського району Тернопільської области України.

## Відомості
14 лютого 2020 року рішенням Залозецької селищної ради створено музей. Ініціатором його заснування є археолог та історик Василь Ільчишин. Того ж року розпочалися ремонтні роботи в приміщенні колишнього актового залу з бібліотекою Залозецької поліклініки.
2023 року відкрита археологічна експозиція, в якій представлені скам'янілі молюски Сарматського моря, кремнієві вироби доби мезоліту, кераміка висоцької культури, натільні хрести 12—13 ст., козацькі люльки, срібні монети 17 ст.; залізний меч 13—14 ст.; старожитності, знайдені під час археологічних розкопок у Залізцях; інвентар з поховання коней тшинецької культури, знайденого на Гусятинщині; статуя святого Франциска 19 ст.; оригінали гербів Залозецького замку та інші. Для огляду також є підвали місцевої кам'яниці 18 ст., в яких протягом 1940—1960 рр. була тюрма НКВС-КДБ.
Проєкти:
- при музеї проводяться щорічно археологічні практики студентів історичних факультетів із закладів вищої освіти з Тернополя, Кременця та Івано-Франківська[7];
- «Вишивка Залозецького краю» (2022, виставки в Тернополі та Винниках)[7];
- художній пленер-аукціон «Залозецькі пейзажі» (2022)[7].

## Працівники
Директори
- Василь Ільчишин (2020—2023)
- Василь Ковбаса (2023—?)
- Володимир Бойко — нині.